# Adéta
Adéta – miasto w Togo, w regionie Plateaux.